# Cucina telangana

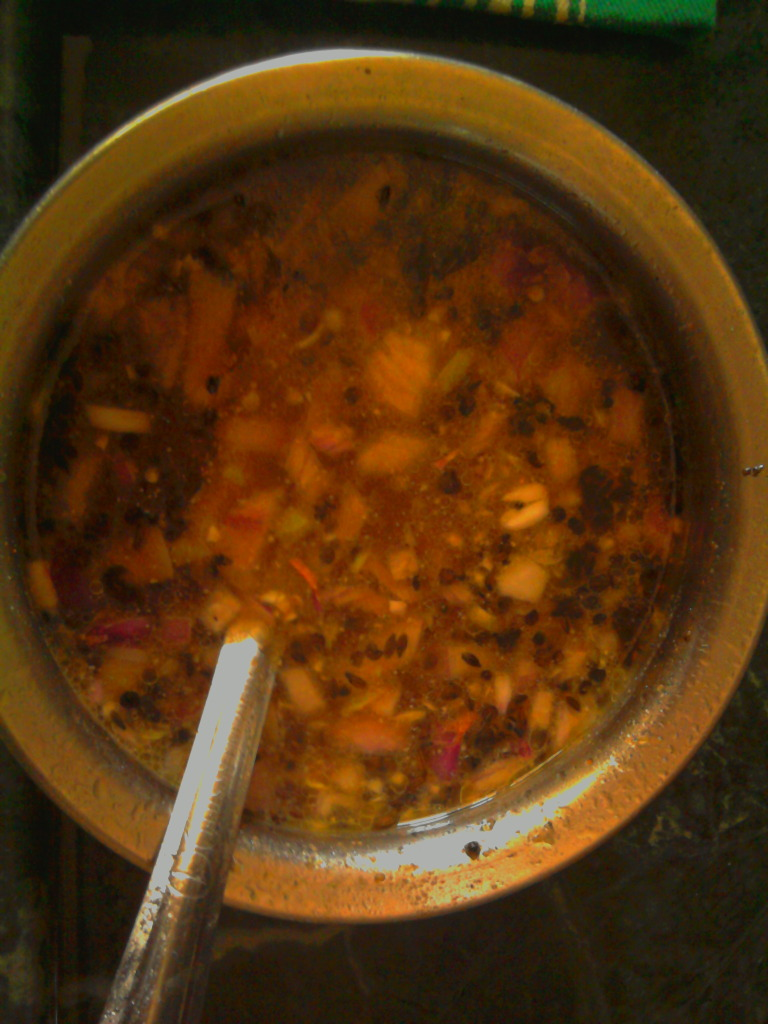
Pachi Pulusu

La Cucina telangana la cucina tipica dello stato di Telangana in India.

## Caratteristiche
Lo stato si trova nell'altopiano del Deccan e la sua conformazione impone piatti a base di miglio e roti. La presenza del sorgo (Jowar) e del miglio perlato (Bajra) sono predominanti.
A causa della sua vicinanza con gli stati del Maharashtra, di Chhattisgarh e del Karnataka condivide alcune somiglianze di queste cucine.

## Piatti tipici
I piatti tipici a base di sorgo e mglio sono il jonna rotte (sorgo), sajja rotte (miglio), o Sarva Pindi" e Uppudi Pindi (riso rotto). In Telangana un sugo o curry is called Koora e Pulusu (acido) se basato sul Tamarindo. 
Una riduzione della frittura del curry è chiamato Vepudu. Kodi pulusu e Mamsam (meat) vepudu sono dei piatti popolari di carne mentre i Gutthi Vankaya (Brinjal), Aloogadda (patata) koora e fry sono alcune delle varietà di piatti di verdure.
Telangana palakoora è un piatto a base di spinaci cucinato con le lenticchie e mangiato accompagnato da riso al vapore e roti.